# Lista över Suzukis motorcykelmodeller
Detta är en lista över motorcykelmodeller tillverkade av Suzuki.
| Beteckning       | Slagvolym [cm3]   | Började tillverkas | Slutade tillverkas | Typ          | Bild |
| ---------------- | ----------------- | ------------------ | ------------------ | ------------ | ---- |
| VL 1500 Intruder | 1462              | 1998               | 2004               | Custom       |      |
| Intruder M 1800R | 1783              | 2006               | -                  | Custom       |      |
| GZ 125 Marauder  | 124               | 1998               | 2004               | Custom       |      |
| VZ 800 Marauder  | 805               | 1996               | 2003               | Custom       |      |
| GN250            | 249               | 1982               | 1997               | Standard     |      |
| GSR750           | 749               | 2011               | 2016               | Standard     |      |
| GSX1400          | 1402              | 2004               | 2008               | Standard     |      |
| GSX-S750         | 749               | 2015               | -                  | Standard     |      |
| GT250            | 247               | 1971               | 1981               | Standard     |      |
| GT750            | 739               | 1971               | 1977               | Standard     |      |
| RE5              | 497 (wankelmotor) | 1974               | 1976               | Standard     |      |
| T125             | 124               | 1967               | 1972               | Standard     |      |
| T250             | 247               | 1969               | 1972               | Standard     |      |
| T500             | 492               | 1968               | 1975               | Standard     |      |
| GV1400 Cavalcade | 1360              | 1985               | 1991               | Touring      |      |
| GSX 1100 G       | 1127              | 1991               | 1994               | Sporttouring |      |
| GSX-R400         | 398               | 1984               | 1996               | Sport        |      |
| GSX-R750         | 749               | 1984               | -                  | Sport        |      |
| GSX-R1000        | 1000              | 2001               | -                  | Sport        |      |
| GSX-R1100        | 1052/1127/1074    | 1986               | 1998               | Sport        |      |
| Hayabusa 1300    | 1340              | 1999               | -                  | Supersport   |      |